# 1980年夏季奥林匹克运动会斯里兰卡代表团
1980年夏季奥林匹克运动会斯里兰卡代表团是斯里兰卡派出的1980年夏季奥林匹克运动会代表团。

## 田径
男子4×400米接力
- Dharmasena Samararatne, Kosala Sahabandu, Newton Perera,Appunidage Premachandra